# Burlövs egnahem
Burlövs egnahem is de een plaats in de gemeente Burlöv in het Zweedse landschap Skåne en de provincie Skåne län. De plaats heeft 523 inwoners (2005) en een oppervlakte van 21 hectare.
Arlöv · Åkarp · Burlövs egnahem